# Тулуксак (Аляска)
Тулуксак (англ. Tuluksak) — переписна місцевість (CDP) в США, в окрузі Бетел штату Аляска. Населення — 444 особи (2020).

## Географія
Тулуксак розташований за координатами 61°6′15″ пн. ш. 160°56′15″ зх. д. / 61.10417° пн. ш. 160.93750° зх. д. (61.104273, -160.937572).  За даними Бюро перепису населення США в 2010 році переписна місцевість мала площу 7,82 км², з яких 7,57 км² — суходіл та 0,25 км² — водойми.

## Демографія
Згідно з переписом 2010 року, у переписній місцевості мешкали 373 особи в 92 домогосподарствах у складі 66 родин. Густота населення становила 48 осіб/км².  Було 99 помешкань (13/км²).
Расовий склад населення:
| - 94,9 % — корінних американців - 4,0 % — білих - 0,3 % — чорних або афроамериканців |

До двох чи більше рас належало 0,8 %. Частка іспаномовних становила 0,0 % від усіх жителів.
За віковим діапазоном населення розподілялося таким чином: 34,3 % — особи молодші 18 років, 60,6 % — особи у віці 18—64 років, 5,1 % — особи у віці 65 років та старші. Медіана віку мешканця становила 26,6 року. На 100 осіб жіночої статі у переписній місцевості припадало 115,6 чоловіків;  на 100 жінок у віці від 18 років та старших — 131,1 чоловіків також старших 18 років.
Середній дохід на одне домашнє господарство  становив 28 706 доларів США (медіана — 23 214), а середній дохід на одну сім'ю — 24 144 долари (медіана — 20 625). За межею бідності перебувало 74,7 % осіб, у тому числі 78,4 % дітей у віці до 18 років та 0,0 % осіб у віці 65 років та старших.
Цивільне працевлаштоване населення становило 135 осіб. Основні галузі зайнятості: освіта, охорона здоров'я та соціальна допомога — 24,4 %, публічна адміністрація — 12,6 %, транспорт — 11,9 %.